# ریکاردو زونتا
ریکاردو لوئیز زونتا (پرتغالی: Ricardo Luiz Zonta؛ زادهٔ ۲۳ مارس ۱۹۷۶ در کوریتیبا، پارانا) رانندهٔ مسابقات اتومبیل‌رانی اهل برزیل است که از فصل ۱۹۹۹ تا ۲۰۰۱، و دوباره از فصل ۲۰۰۴ تا ۲۰۰۵ در مجموع در ۳۸ گراند پری از مسابقات جهانی فرمول یک شرکت کرد.
زونتا در طول دوران فعالیت خود در فرمول یک تنها ۳ امتیاز را به نام خود به‌ثبت رساند.